# Крісло-мішок
Крісло-мішóк, також бін-бег (від англ. bean bag − «мішок бобів»), крісло-пуф, безкаркасне крісло − різновид м'яких крісел. Являє собою тканий або шкіряний мішок, заповнений квасолею, гречаним лушпинням, гранулами ПВХ, спіненим полістиролом або іншим наповнювачем.

## Історія

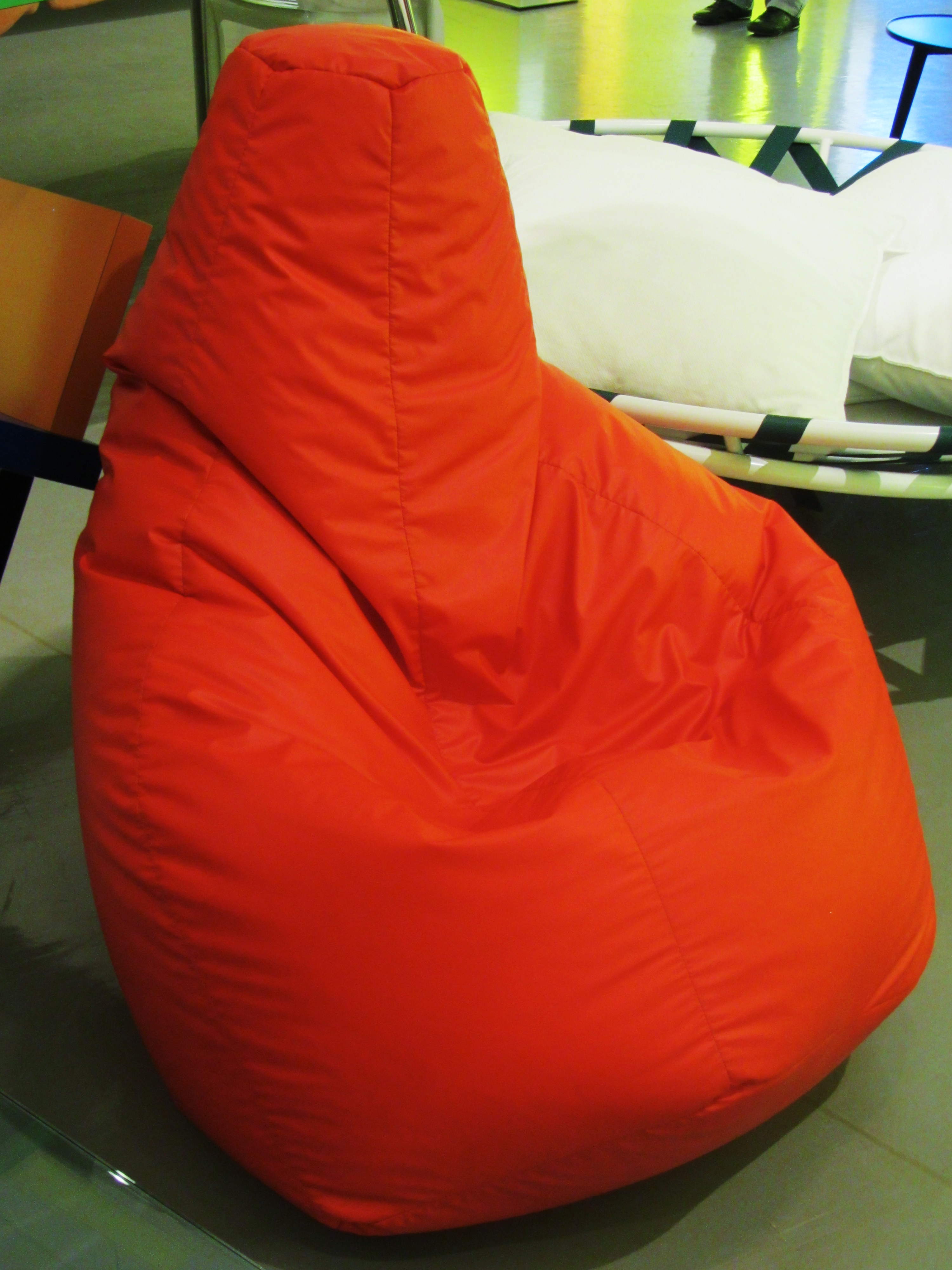
Piero Gatti, Cesare Paolini, Franco Teodoro (1968)

Крісло-мішок було створено під впливом руху італійського модернізму у 1968 році трьома дизайнерами: П'єро Гатті, Чезаре Паоліні та Франко Теодоро. Крісло-мішок стало віддзеркаленням усіх тенденцій та потреб повоєнного часу: дешевизна, ергономічність, індустріалізація. Одночасно був винайдений полістирол — матеріал, що дозволив запустити широке промислове виробництво таких меблів. Створений продукт отримав назву Сакко — на честь однойменної італійської комуни.
Це не було перше безкаркасне крісло в історії. У 1967 році в Італії з'явилася ще одна модель, яка мала назву «Sea Urchin» — «Морський Їжак», та мала кілька суттєвих недоліків. Основним з них було те, що крісло не тримало форму через матеріал − натуральну шкіру. Основними поціновувачами безкаркасних меблів були представники руху хіпі, які через свої переконання не сприймали вироби з натуральної шкіри і це була друга причина комерційної невдачі «Морського Їжака». Модель Сакко натомість була створена з текстилю, котрий на той час був італійською національною промисловою гордістю та не зачіпав погляди захисників природи.
З розвитком кіноіндустрії та телебачення безкаркасні крісла стали невіднятними атрибутами будь-якого знімального майданчика чи студії. Вони легкі в транспортуванні, їх неможливо зламати чи травмуватися. Крісла-мішки гармоніювали з юною індустрією завдяки новаторському зовнішньому вигляду. На той час на текстильну основу почали шити шкіряні чохли.
Завдяки широкому вибору моделей, тканин та кольорів, сфера використання крісел-мішків значно розширилася: кіно, телебачення, офіси, коворкінги, кафе, ресторани, галереї, спортивні заклади і звісно ж, приватні квартири та заміське житло.
У 2002 році лідерство на світовому ринку захопила фінська компанія Fatboy Jukka Setala, яка перша почала наповнювати безкаркасні крісла гранулами полістиролу в сучасному їх вигляді, а не традиційною сумішшю з ПВХ. 

## Сучасний вигляд

### Чохол
Крісло-мішок має зовнішній чохол. Для зовнішнього чохла можуть використовуватися різноманітні тканини, але найчастіше − це оксфорд, штучна шкіра, флок та інші.
Для моделей, що не мають чітко окресленої форми деякі компанії виготовляють також внутрішній (технічний) чохол. Технічний чохол фактично є контейнером для наповнювача, підтримує його форму та не дає кулькам пінополістиролу розлітатися в різні боки. Внутрішній чохол найчастіше виготовляють з спанбонду або флізеліну.

### Наповнювач
У сучасному виробництві найчастіше використовують гранули пінополістиролу, завдяки його фізичним властивостям: м'якості, легкості, гігієнічності. Цей матеріал зробив справжню революцію у світі крісел-мішків. Раніше їх наповнення було вкрай різноманітним: квасоля, папір або навіть гречане лушпиння. Полістирол не містить речовин, що живлять мікроорганізми, а тому не піддається руйнівній дії гризунів, плісняви, грибків і бактерій. Деякі виробники змішують полістирол з дробленим поролоном або холлофайбером, що надає виробам пружності та збільшує час усадки пінополістиролу.
Оптимальний розмір пінополістирольних кульок у кріслі − 2-3 мм. Чим більше розмір кульок, тим гіршої якості буде наповнювач.

### Зовнішній вигляд
Однією з найпопулярніших та найперших моделей була крісло-груша.
Але завдяки нестандартним дизайнерським рішенням зараз на українському ринку є безліч моделей:
- Подушка,
- Комфорт,
- М'яч,
- Груша,
- Диван,
- Кабанчик,
- Квітка,
- BOSS,

- Пуфи прямокутні, циліндричні,

- Пуф-пташка.

Останнім часом з'явилося багато підвидів безкаркасних меблів, окрім крісел та диванів:
- Столик,
- Мат-ПАЗЛ,
- ІКрісло — підставка для гаджетів та аксесуарів,
- Місце для домашнього улюбленця.

Умовно модельний ряд за призначенням можна поділити на три категорії:
lounge (відпочинок), workspace (робоча зона) та kid's (дитячі меблі).
За розмірами крісла-мішки поділяються на три підвиди: L (великі), M (середні) та S (маленькі).

## Догляд
Побутовий догляд за безкаркасними меблями потребує значно менше сил та часу ніж догляд за звичайними м'якими каркасними меблями. Особливо це стосується моделей, що мають знімний верхній чохол. Його легко зняти і випрати в пральній машині, вручну чи у хімчистці − залежно від тканини.